# Further
El 14 de junio de 2010, The Chemical Brothers lanzó su séptimo disco de estudio, Further compuesto por 8 canciones que fusiona voces del dúo inglés con sonidos que se asemejan a los que produce una transmisión extraterrestre. Toda una combinación de tendencias electrónicas llevadas al límite para generar sonidos que acostumbra este grupo llevar a nuestros oídos como una nueva tendencia
Cada uno cuenta con la colaboración de los artistas visuales Adam Smith y Marcus Lyall, al ser el toque artístico que se ve reflejado en cada uno de los vídeos de estos sencillos.

## Lista de canciones
| N.º | Título                                                | Duración |  |
| 1.  | «Snow»                                                | 5:07     |  |
| 2.  | «Escape Velocity»                                     | 11:57    |  |
| 3.  | «Another World»                                       | 5:40     |  |
| 4.  | «Dissolve»                                            | 6:21     |  |
| 5.  | «Horse Power»                                         | 5:51     |  |
| 6.  | «Swoon»                                               | 6:05     |  |
| 7.  | «K+D+B»                                               | 5:39     |  |
| 8.  | «Wonders of the Deep»                                 | 5:12     |  |
| 9.  | «Don't Think» (iTunes bonus, Japanese CD bonus track) | 7:44     |  |
| 10. | «Pourquoi» (iTunes Pass bonus, U.S. only)             | 6:02     |  |

## Anexo
Discografía de The Chemical Brothers
- Datos: Q1872806